# Dünen-Stielbovist
Der Dünen-Stielbovist (Tulostoma kotlabae) ist eine Pilzart aus der Familie der Champignonverwandten.

## Merkmale

### Makroskopische Merkmale
Der Dünen-Stielbovist besitzt kugelige gestielte Fruchtkörper, deren Innenhülle mit dem Sporensack bis zu 8 mm Durchmesser hat Die Außenhülle, die Exoperidie ist aus dünnen Hyphen gebaut, die mit Sandkörnern vermischt sind. Diese Schicht ist nur an der Basis fortdauernd. Auch die Innenhülle, die Endoperidie ist recht dünn. Sie ist weißlich bis gräulich, manchmal auch holzfarben. Die Öffnung ist kurzzylindrisch, klein und schmalohne einen dunkleren Hof. Der Sockel ist vom Stiel abgesetzt, die Gleba ist ockerfarben bis gelblich. Der Stiel ist bis zu 5 cm hoch, klebrig und weißlich. Bei Trockenheit wird er rissig.

### Mikroskopische Merkmale
Die Sporen sind unregelmäßig kugelig, feinwarzig und 4, 3 bis 5,4 (bis zu 6) Mikrometer breit. Das Capillitium ist hyalin, verzweigt und septiert, die Fäden sind dickwandig.

### Artabgrenzung
Der Dünen-Stielbovist ähnelt dem Zitzen-Stielbovist (Tulostoma brumale), der aber eine langgezogene Öffnung hat. Auch seine Sporen sind unterschiedlich. Zudem hat der Dünen-Stielbovist nur eine sehr lokale Verbreitung.

## Ökologie und Verbreitung
Der Dünen-Stielbovist ist aus Europa (Südfrankreich und Ungarn bis Juist, Rügen, Polen und Südschweden) und Mittelasien bekannt, in Deutschland kommt er selten in sehr lückigen Trockenrasen vor.

## Namensgebung
Der deutsche Name spielt auf den natürlichen Standort an. Der wissenschaftliche Name ehrt den tschechischen Mykologen František Kotlaba.